# Callobius tamarus
Callobius tamarus là một loài nhện trong họ Amaurobiidae.
Loài này thuộc chi Callobius. Callobius tamarus được Ralph Vary Chamberlin & Wilton Ivie miêu tả năm 1947.